# Closed Mondays
Closed Mondays ist ein US-amerikanischer Knetanimations-Kurzfilm von Bob Gardiner und Will Vinton aus dem Jahr 1974.

## Handlung
Ein Museum mit moderner Kunst hat montags geschlossen. Dennoch gelangt ein betrunkener Mann in den Ausstellungsraum. Mit der Flasche im Arm betrachtet er schwankend die einzelnen Kunstwerke. Er will laut wissen, was sich der Künstler bei diesem oder jenem Werk gedacht hat. Eine abstrakte Collage scheint sich zu bewegen, über einige Kunstwerke bricht der Mann in lautes Lachen aus. Einen merkwürdigen Apparat mit überdimensionalen Lippen setzt der Mann in Gang und der Apparat verwandelt sich abwechselnd unter anderem in Albert Einstein und einen Fernsehapparat.
Hinter einem Fensterbild glaubt der Mann tatsächlich lebende Wesen zu sehen. Ein anderes Bild, das eine Frau beim Bodenwischen zeigt, erwacht ebenfalls zum Leben: Die Frau jammert, dass hätte ihr Maler die Welt positiver gesehen, er sie nicht beim Bodenwischen gezeichnet hätte. Der Mann ist nun voller Mitleid. Er schwankt in Richtung Tür und steigt dabei auf ein Podest. Sofort verwandelt er sich in eine Skulptur eines Mannes mit Bierflasche. Das Museum mit dem erleuchteten, aber sonst menschenleeren Ausstellungszimmer wird von außen gezeigt.

## Produktion
Der betrunkene Mann wird von Todd Oleson gesprochen, während Holly Johnson die Maschinenstimme spricht.

## Auszeichnungen
Closed Mondays gewann 1975 den Oscar in der Kategorie „Bester animierter Kurzfilm“. Es war der erste Kurzfilm in Stop-Motion, der den Preis dieser Kategorie erhielt. Zuvor waren bereits Stop-Motion-Filme von George Pal für den Oscar der Kategorie nominiert worden, ohne ihn jedoch zu gewinnen.